# خوسه تالاورا
خوسه تالاورا (اسپانیایی: José Talavera‎؛ زادهٔ ۲ اوت ۱۹۵۰) بازیکن فوتبال اهل مکزیک بود.
وی همچنین در تیم ملی فوتبال مکزیک بازی کرده‌است.